# Фарафра
Фарафра или Ал-Фарафра (на арабски: الفرافرة) е град и най-малкият оазис в Египет.
Намира се в западната част на страната, в Либийската пустиня. Населението от около 4 – 5 хил. души е съсредоточено в единственото селище – едноименният град Фарафра.
Оазисът е популярна местна туристическа дестинация. В околността се намират горещият извор Бир Сета и езерото Ел-Мюфид. На 45 km на север се простира Бялата пустиня, наречена така заради наносите от варовик и подобни минерали, образувани от пясъчните бури.
| Портал | Портал „Африка“ съдържа още много статии, свързани с Африка. Можете да се включите към Уикипроект „Африка“. |